# デヴィ・スカルノ
デヴィ・スカルノ（Dewi Sukarno、1940年〈昭和15年〉2月6日 - ）は、日本生まれでインドネシア国籍の政治活動家・タレント。インドネシアのスカルノ元大統領の第3夫人。NPO法人アースエイドソサエティ総裁。株式会社デヴィーナ・ソサエティ代表取締役。2019年7月からはYouTuberとしても活動している。本名及びインドネシア名はラトナ・サリ・デヴィ・スカルノ（Ratna Sari Dewi Sukarno）。旧名及び日本名は根本 七保子（ねもと なおこ）。通称はデヴィ夫人。
スカルノ大統領との間に生まれた一人娘のカリナは、2005年（平成17年）11月26日にオランダで米系大手金融機関シティバンクの欧州・中近東・アフリカ地区CEOフレデリック・シーガスと結婚している。

## 来歴

### 生い立ち
東京府東京市麻布区霞町（現在の東京都港区西麻布）に父・兵七郎と母・政子（福島県双葉郡浪江町出身）の間に生まれる。父は麻布区霞町界隈の大工の棟梁であり、弟が1人いた（八曾男）。太平洋戦争中は、母・弟の3人で浪江に疎開していた。家庭は裕福ではなかった。

### 無名エキストラ女優～高級クラブ
1955年（昭和30年）、15歳の時、新東宝制作の映画『青ヶ島の子供たち 女教師の記録』（白黒映画）にエキストラ出演。
地元の高陵中学校卒業後、東京都立三田高等学校定時制課程に進学すると同時に、150倍の難関を突破して千代田生命保険（現・ジブラルタ生命保険）に入社したが、貧しい家計を維持するため、昼休みや休日にも喫茶店などでのアルバイトを掛け持ちする日々を送った。
1956年に父が亡くなった事に伴い高校を中退した後、赤坂の有名高級クラブ「コパカバーナ」で働く。
1959年（昭和34年）9月、19歳のとき、人口2億6400万人を擁し世界最大のイスラム教国家であるインドネシアへの開発援助に伴い、大野伴睦や河野一郎、児玉誉士夫が役員を務め伊藤忠商事との取引関係をもっていた東日貿易の秘書という名目で建国の父であるスカルノ大統領のもとに送り込まれた。この件に当時「昭和のフィクサー」と呼ばれた児玉誉士夫が関わっていたという説がある。

### スカルノ大統領夫人

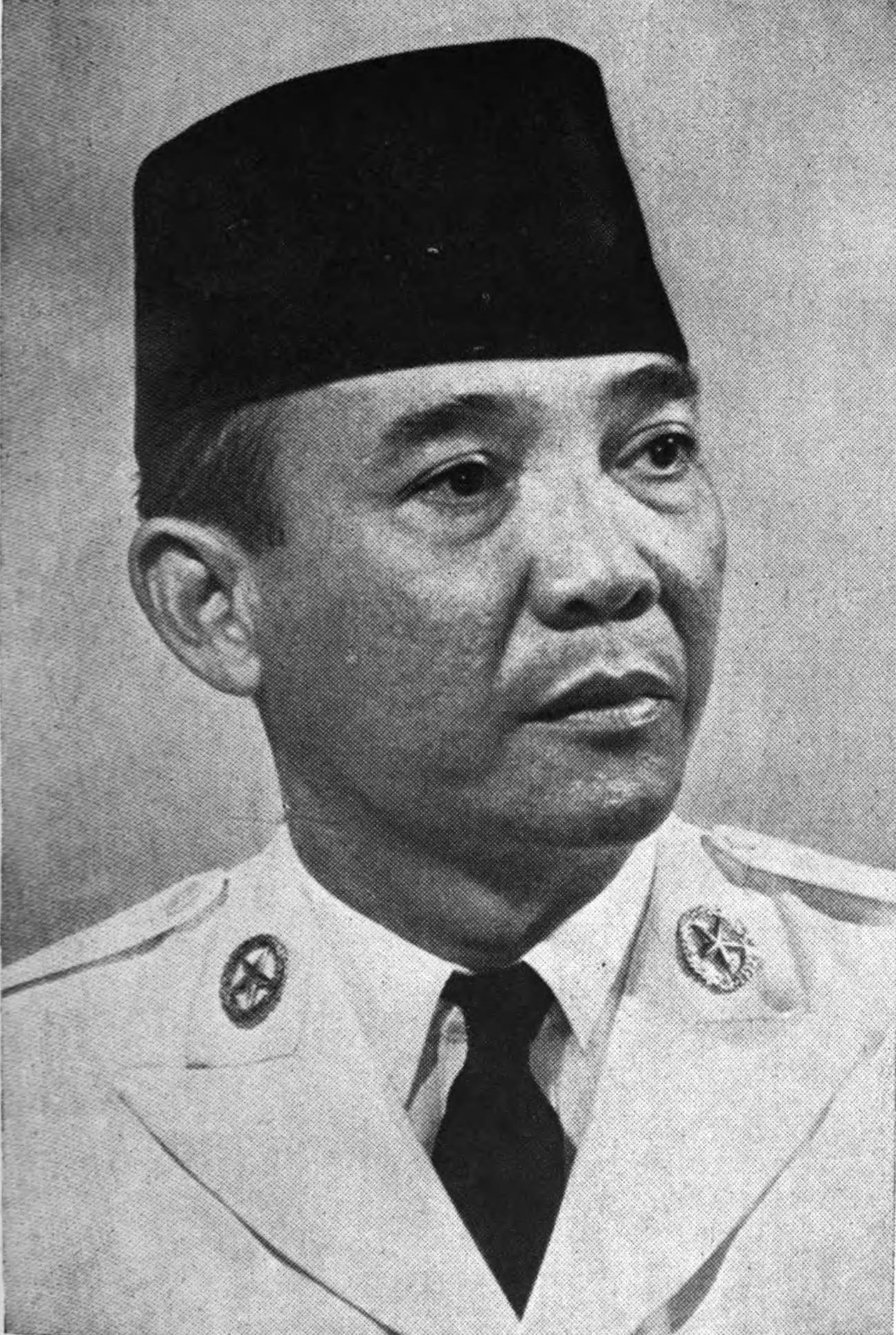
スカルノ

独立後間もない上に、東西冷戦下にあったインドネシアにおいて、当時スカルノ大統領は日本外交や資金援助の取り付け等を非常に重要視していた。インドネシアに渡って数年は愛人の1人であったが、1962年（昭和37年）にスカルノと正式に結婚、4人の夫人のうちの第3夫人になる。
しかし、同時期にマスコミの執拗な取材により体調を崩していた母が亡くなった。更にその2日後、セールスマンに全財産を騙し取られたうえ、母の死に目に逢えなかった実弟の八曾男が自宅アパートでガス自殺し、それを伝え聞いた彼女は「何時までも心を離れない悲しいトラウマになっている」と告白し、後にスハルト大統領から贈られた5.6ヘクタールの家に実弟の名から「Wisma Yasoo」と命名した。この家はのちに接収され、サトリアマンダラ博物館になっている。
デヴィをスカルノ大統領のもとに送り込んだ東日貿易は、スカルノ宛として日本企業から託された賄賂を社長が着服していたことが発覚しインドネシアから撤退した。しかし、東日貿易撤退後も特命全権大使として斉藤鎮男が赴任していた日本大使公邸で開かれた会合に数多く参加している。日系企業から戦後賠償事業について要望の取次を期待されていたとされる。

### スカルノ大統領失脚
3年後の1965年（昭和40年）9月30日に起きた軍事クーデター、いわゆる9月30日事件でスカルノが失脚、代わってスハルトが大統領となった。スカルノは軟禁状態におかれ、デヴィはインドネシアの日本大使館に亡命を希望したが、国際的立場上の理由で断念。スカルノの第2夫人を除く夫人は皆、大統領のもとを離れ逃げ切った。
1967年（昭和42年）3月11日、都内病院にて娘のカリナを出産する。正式名は「Kartika Sari Dewi Soekarno. Kartika Sari」。スカルノ大統領の8番目の子供であった。デヴィは政治的に亡命者に寛容なフランスを亡命先に選ぶ。スカルノ元大統領存命中にもかかわらず数回の婚約発表が取りざたされたが、結局再婚はしなかった。1969年には、日本の俳優・津川雅彦との不倫騒動がマスコミを賑わせた。

### スカルノ死後
スカルノ大統領はクーデターを予期し、以前よりインドネシアからスイスへ巨額の資金を確保していたとささやかれるものの、1970年（昭和45年）のスカルノ死去時にスカルノ家、ならびにインドネシア政府から財産の相続の権利や子供のスカルノ一族としての地位などを喪失し、第3夫人としての資産は与えられなかったとも、実際には死去時に遺産が与えられたとも言われている。いずれにしてもその後のインドネシア政府の方針により、第3夫人としての遺産分与が行われた。
スペイン人のフランシスコ・パエサとつきあうが別れる。そしてフランスの貴族、エルゼアル・ド・サブラン＝ポントヴェス（サブラン公爵）と婚約したが破局した。

### 芸能活動
世界的セレブの一人として、日本で芸能人（タレント）としても活躍した。芸能活動は1970年代から開始した。1974年、小学館の1970年代・1980年代の日本を代表する人気グラビア系男性向け芸能情報雑誌『GORO』の創刊記念号で、写真家・デイヴィッド・ハミルトンの撮影によるヌード写真を披露した。
「社交界の華」とも呼ばれたその容姿で多くの要人らと関係をもった。1980年（昭和55年）にはインドネシアへ戻り、石油関連事業を興した。しかし、実際にはスカルノ体制崩壊とその後のスハルト政権成立により、元大統領夫人としての外交的立場を失っていたとのこと。また、日本政府や日本の企業財閥側も、クーデターで失脚したスカルノ夫人を擁護することはなかったとされる。
1991年（平成3年）、アメリカのニューヨークへ移住した。以後インドネシアでの第一線から退き、その後のインドネシアでの政変や第1夫人・第2夫人を中心とした政治の動乱には巻き込まれることなく、日本に帰国し現在に至っている。

### 政治団体「12（ワンニャン）平和党」
2025年2月12日、政治団体「12（ワンニャン）平和党」を設立し、代表に就任。共同代表に堀池宏、選挙対策委員長に藤川晋之助が就いた。7月に予定されている第27回参議院議員通常選挙での国政進出をめざし、自らの出馬に向け、インドネシア国籍から日本への帰化申請を行っていることを明らかにした。
しかし、約2か月後の4月25日、自身のSNS投稿で「12平和党」を同月20日付で解散したことを発表した。要因として同党の選挙対策委員長を務めていた藤川が同年3月11日に急逝した事や、自身の帰化申請が難航していること、さらに自身が同年4月に事務所で働いていた女性従業員への暴行容疑で警視庁より書類送検されたこと（後述）が影響したと見られている。
同年5月27日に元12平和党政策アドバイザーで元放送作家の藤村晃子を代表として日本12党が結成された。日本12党結成に関してはデヴィ・スカルノは関与してないとしている。6月10日に藤村は無所属連合に合流の上、比例区から立候補すると表明した。
参院選ではデヴィは立候補せず、田母神俊雄と共に福島県選挙区で参政党新人の大山里幸子の応援に入った。参院選では大山、藤村いずれも落選した。

## 思想

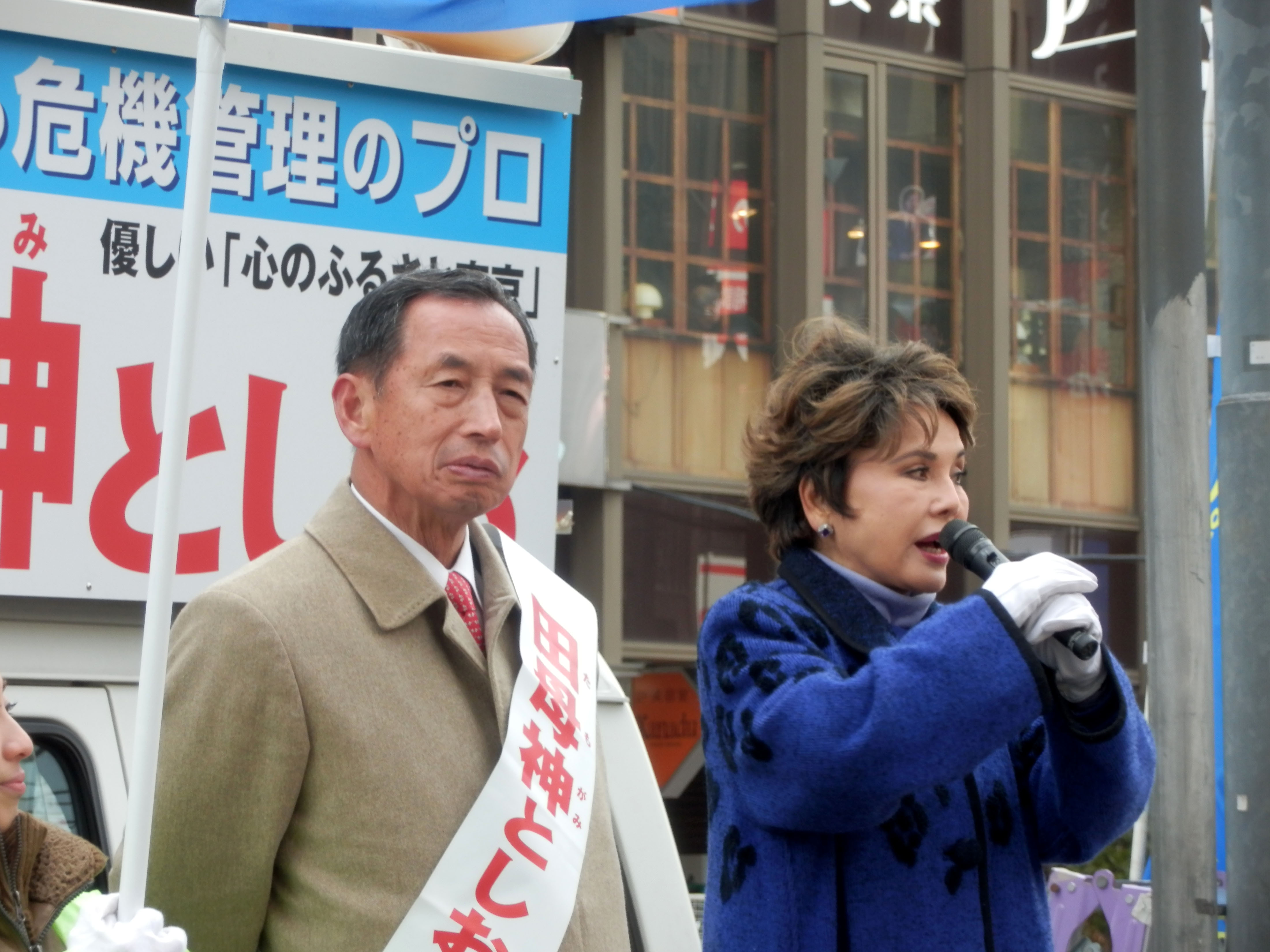
2014年東京都知事選挙に立候補した田母神俊雄の応援演説をするデヴィ・スカルノ

自身の思想については、その多くが自身のウェブサイト内「デヴィ スカルノの独り言」に記されている。

### 太平洋戦争と戦後
太平洋戦争を肯定する立場ではないが、当時の世情として資源の乏しい日本が対外進出を行うのは当然であり、A級戦犯についても私利私欲で戦争を行ったのではない、としている。日本人は一度の敗戦で精神が打ちのめされ、戦争の罪悪感から抜けきれず、日本人としての尊厳を失っていることが残念であるとしている。戦争そのものはキリストの降誕以前から2009年（平成21年）を迎えようとしている現在においても繰り返され、人類の歴史そのものであるから、たった一度の敗戦で精神を失うことはない、としている。

### 靖国神社
靖国神社問題における戦死者・戦没者慰霊の問題については、夫のスカルノ大統領も靖国神社に参拝しており、祖国と家族のために亡くなった人を慰霊するのは当然であるとしている。A級戦犯の問題についても、A級戦犯は東京裁判で処刑され、罪があるとしてもそれを既に償っているとして、慰霊に賛成の立場を取っている。日本の全学生は、一度は遊就館に訪れ、自身が日本人であることを自覚し、世界の中で日本がどうあるべきか認識してほしい、と述べている。また、小泉純一郎については、不戦の誓いのもとに靖国神社参拝を行っており、戦後最も傑出した政治家であるとしている。

### 憲法9条と本土防衛
憲法改正論議については、憲法は時代ごとの必要性で改正すべきであるとしている。毎年4兆円をアメリカ合衆国の軍事基地維持費として支払うよりも、アメリカ軍からノウハウを受け継ぎ、日本も防衛軍を作って自国を守るべきであるとしている。

### 皇室
皇太子徳仁親王（当時）を廃嫡し、皇太子位を秋篠宮文仁親王へ移譲するよう署名運動を行った。適応障害と診断された皇太子妃雅子は、公務や宮中祭祀より自身の療養を優先していたが、一部の国民やメディアからは「わがまま」と批判されており、デヴィの主張もそれらに同調するものだった。
皇太子位を秋篠宮様に移譲することを求める請願書
皇室を敬愛する私達は、日本の未来のため、皇室を崩壊より護り、そして 国の安泰と国民の幸せを守るため、皇統の存続と皇室の繁栄を求め、今上天皇陛下がご健在のうちに、下記事項の１．２．のいずれかと３．を実行していただくことを求めて 請願致します。
１．今上平成天皇陛下がご存命中に、皇太子位を 速やかに徳仁殿下から 秋篠宮文仁殿下に 移譲すること。
２．現皇太子徳仁殿下は、シンプソン夫人との愛を貫き、エドワード８世としての王位を退位されたウィンザー公のように皇位を廃嫡し皇籍を徳仁親王に戻す。もしくは、皇太子妃のみを廃妃とすること。
３．希望の光である悠仁親王に一刻も早い帝王教育をお授けし、皇位継承第三位であることを尊重し、順位に相応しい 環境と処遇をもたらすこと。
送り先： 〒150-0047　東京都渋谷区神山町31-1　日本の皇室をお守りする会」。

## 人物
- インドネシア語（マレー語）・仏語・英語に堪能である。
- 「デヴィ夫人」の芸名で、日本のワイドショーやバラエティ番組に出演している。
- 口内ケアが完璧で、2022年の時点で、虫歯が全くなく全て自分の歯である[27]。
- 甘い物は苦手であるが、ウエハースは好きだという[28]。
- サザエさんの漫画内にデヴィの名前を取り上げられた事があり、その原稿を自宅に飾っている[29]。
- 六本木で展開していたディスコ店「マハラジャ」の命名者でもある[30]。

### 社会活動
日本国外においても自身が会長を務めるイブラ音楽財団などを通じて社交活動を行う。
芸能活動以外では、ラトナ・サリ・デヴィ・スカルノ名義でNPO法人アース　エイド　ソサエティ（EARTH AID SOCIETY）を2005年に設立し、毎年秋に「ザ グランド インペリアル チャリティ バンケット」を開催、その収益金で寄付や寄贈を行っている。NPO設立以前からパーティを催すことがライフワークで、「ビザンチン皇室慈善舞踏晩餐会」には芸能人や在京の各国大使などが出席する。2005年（平成17年）には小池百合子環境大臣が主賓として招かれた。

NPO公式サイトによると、自身の手で現地に運んで寄贈したものは
- 北朝鮮の赤十字社を通じて朝鮮民主主義人民共和国に120トンの精米（後述）
- パキスタンの赤新月社を通じて、2556枚の毛布と3500枚の防寒着を、カシミール地方の大地震の被災者に

寄付は
- 日本赤十字社 2,075万円
- NPO法人／NGO難民を助ける会 3,125万円
- 国連傘下・マルタ勲爵士団 11万ドル（1,196万円）
- エジプト・スザン・ムバラック児童博物館　100万円
- 南アフリカ・ネルソン・マンデラ基金　1万ドル
- 一般社団法人 日本動物虐待防止協会　150万円
- 一般財団法人 動物環境・福祉協会　Eva 121万2121円
- 愛知県・心身障害者コロニー　車椅子 5台
- 熊本県慈恵病院赤ちゃんポスト『こうのとりのゆりかご』　30万円
- NPO法人あいアイ　50万円

が列挙されている。

### 北朝鮮との関係
北朝鮮とは夫のスカルノを通して親交があり、スカルノが新種の蘭をボゴールにある世界最大の熱帯植物園で金日成花と名付けた関係で、デヴィは金日成花・金正日花普及後援会の名誉会長をしている。命名式にはスカルノと共に北朝鮮で行われた式典に同席している。この事もあり北朝鮮擁護の立場を取っている。朝鮮総連主催の式典にも出席を重ねている。北朝鮮による日本人拉致事件や人工衛星のテスト問題で北朝鮮を擁護する立場からの発言をおこなっているほか、日本と北朝鮮の国交正常化実現を訴えており、朝鮮総連の中央機関紙である「朝鮮新報」から、同国に対するその姿勢を高く評価されている。
2005年10月31日には、民間の海外支援団体「グローバルレインボーシップ(GRS)」が北朝鮮に対して支援した120トンの米のうち60トンを提供した。2013年3月31日に開催された、朝鮮学校への高校無償化の適用と自治体による補助金支給を要求する集会「朝鮮学校はずしにNO! すべての子どもたちに学ぶ権利を! 3.31全国集会&パレード」では、在日朝鮮人への無償化適用は当然のことであるとし、在日朝鮮人に対する安倍政権の弾圧や排外主義に対して疑問と義憤の念で溢れていると述べた。
自身のブログでは、「拉致」は許されないことであり、肯定したことは無いと述べている。またブログには北朝鮮とデヴィに関する悪口雑言なコメントが寄せられているが、そういったコメントをする人達はブログをきちんと読んでおらず、心外だとも述べた。一方、その後2012年には、日本は過去に罪を犯したのだから拉致事件に何か言える立場ではないと主張している。
また、「金日成・金正日主義研究」という雑誌によく寄稿している。

### ウクライナ支援
2023年1月22日、ウクライナに到着。23日には首都キーウなどを訪問し、支援物資を届けた。

## 不祥事・騒動

### 名誉毀損裁判で勝訴
1976年（昭和51年）12月、“パリの夜の女王”と呼ばれた歌手、レジーヌ・ジルベルベルグ（マダム･レジーヌ、1929～2022）の経営するナイトクラブ「レジーヌ」で、たまたま隣に座った男性に話し掛けたところ、男性の同伴女性から「私の彼に気安くしないで」と言い放たれ、激昂して女性に平手打ちをし「レジーヌ」を出入り禁止になる。出入り禁止は違法で名誉毀損に当たるとし、1979年（昭和54年）11月パリの民事裁判所に訴えを起こす。翌1980年（昭和55年）2月、「レジーヌ」に対し賠償金支払いを命じる判決が下るが、賠償額は1万フラン（約60万円）とも、1フラン（約60円）とも……。

### 傷害罪で逮捕
世界的社交界の花として各国のセレブ達と交際していた1992年（平成4年）1月2日、アメリカ合衆国のスキー・リゾート地、コロラド州アスペンで、セルヒオ・オスメニャ第4代フィリピン大統領の孫娘であるミニー・オスメニャ（Minnie Osmena）らと会話をしていた際、自分がミニーに侮辱されたと思って激怒したデヴィは、手に持っていたシャンパンが注がれていたシャンパングラスでミニーの顔面を殴打し、ミニーの“顔に37針を縫う大ケガ”を負わせた。これにより傷害罪で逮捕・起訴された結果、禁固60日・罰金700ドルの実刑判決を受ける。34日間刑務所に収監された。
犯行の動機は、数ヶ月前にスペインのイビサ島で開催されたVIPパーティーで、ミニーが「フィリピンの副大統領になる意志がある」と発表し、それを聞いたデヴィが吹き出して嘲笑したことで、2人の関係が悪化したことだった。のちにデヴィは「刑務所での生活は学生寮のようで楽しかった」と語った。

### 右翼団体との衝突
デヴィは元夫のスカルノを通じて北朝鮮と親交があった。2009年4月5日に北朝鮮の金正日がミサイルの発射実験を行い、日本のマスコミが北朝鮮のミサイル発射実験を連日大々的に報じた際、デヴィがテレビのワイドショーにてインタビューを受け、「人工衛星なのに日本は騒ぎ過ぎている」と一言コメントした。
ところが、これを見た右翼団体が激怒して、4月19日の夜9時半に都内港区の高級住宅地にあるデヴィの自宅前まで街宣車で乗り付けて、大音響スピーカーによる抗議行動を行った。これに激怒したデヴィは、自宅2階のベランダから植え木鉢2つを街宣車に投げつけ、右翼団体側によると街宣車のミラーが壊れた。その直後にデヴィは1階まで降りて自宅の外にいる右翼団体の男達の所へ駆けつけ、激しい口論となった。このとき、デヴィの自宅近くにある麻生太郎の自宅の常駐警備をしていた警察官が警察車両で現場に駆けつける騒ぎとなった。
結局、右翼団体の街宣車は引き下がり、その後、デヴィへの被害届けを警察に提出したり、裁判所への訴訟を起こすこともなかった。翌4月20日、デヴィは自宅前で記者会見を行い、「投げた植え木鉢は2つです。大音響で恐怖のあまり投げつけたもので、街宣車には当たっていません。右翼の男性と話をしようとしたら、私の方が逆に警官にねじ伏せられた」と警察への不満を示した。

### 内柴正人準強姦事件における加害者擁護と被害者への非難
2011年12月16日、内柴事件に関連して、自身のブログで「18、19歳は立派な大人であり、女子部員は、酒を飲まされていたとしても自分で断れたはず」「断らなかったのは、内柴容疑者に気があったとみるのが普通であり、内柴容疑者も、その気にさせるふりなどから、この部員に気があるかどうかは分かっていたはず」だと主張した。また「内柴容疑者は、英雄、有名人で男前」でもあり、「女生徒は強い男性にあこがれを持つもの」なので「女子部員は、そんな男性に目をかけられて心地よい思いをしていたはずだとし、後でそっけない態度をされ、ふられた腹いせに被害を訴えた可能性も考えられる」と指摘した。この記事に対しては特に目立った非難や抗議はなかった為、記事は削除も訂正もされず現存している。

### インターネットによる中傷
2012年7月10日、大津いじめ自殺事件に関連して、加害者及びその関係者と思わしき人物らの実名や顔写真とともに女性の写真を公開した上で自身のブログで強く批判した。しかし後に人違いと判明。翌日この写真などは削除されたが、デヴィが謝罪の態度を示さなかったことから、女性はデヴィを相手に1100万円の損害賠償などを求める訴訟を神戸地方裁判所に起こした。
2014年2月17日、神戸地方裁判所はデヴィの行為を「非常に軽率な行為」とし、165万円の支払いを命じた。デヴィは判決に対して、不当判決であり最高裁まで争うとしていたが、その後大阪高裁で和解が成立した。和解内容は非公表。

### 番組内での暴行
2014年1月、TBSのバラエティー番組の収録中に一般の女性出演者を平手打ちしたとしてトラブルとなった。この女性は事前に番組スタッフから番組を盛り上げるように言われたため、デヴィを挑発したところ、デヴィに顔を3回平手打ちされた。その後、この女性の被害届提出を受けた警視庁が、暴行容疑で捜査をした。

### 公職選挙法違反の警告
2014年東京都知事選挙では、元航空幕僚長の田母神俊雄を応援して、共に街頭で演説するなどの活動を行った。選挙期間中には、同年2月7日付の自身のメールマガジンで、登録者に向けて「『田母神 俊雄』と書いて、必ず投票所に行ってください」と投票を呼びかけたため、警視庁から公職選挙法違反の疑いで警告を受けた。
同年3月13日の映画『大統領の執事の涙』の公開直前イベントで、「SNSが解禁になったということで、ブログに書いていいのかなあと思ったら、メルマガは違うということで（警視庁が）ちょっと教えてくださったので、あっそうですかって。私、外国人なので全然知らなかったの」と語った。

### 山口達也強制わいせつ容疑の被害者に対する中傷
2018年4月25日、山口達也が、同年2月12日に自身が司会を務めていた番組で共演した女子高生に対して、飲酒させた上にわいせつな行為をしたとして、強制わいせつ容疑で書類送検された。これに対し、デヴィは同年4月26日にブログで、「たかがキス位で無期限謹慎なんて厳しすぎ、 騒ぎすぎ」「TOKIOの仲間の方達は、『許されない行為』と言っているけれど、本当にそうでしょうか」「この女の子達は山口達也氏の所だから行ったんでしょう」「Kissされたら、トイレに行ってうがいして『ちょっと失礼』と言って2人で帰ってくれば良かったわけじゃないですか」と被害者を批判した。
同年5月12日のツイッターで「強制わいせつ罪の嫌疑がかけられていたTOKIOの山口容疑者が、単にキスをせまっただけではないことが判明しましたので、私のブログを削除致しました」とツイートし、前述の記事を削除した。

### LGBTに対する中傷
2018年に杉田水脈の「LGBTの人に生産性がない」という発言を取り上げた番組において、デヴィは「子どもを作れないのだからたしかに生産性がない」と発言した。番組中でほかの出演者が、即座にデヴィに反論した。

### 愛知県知事リコール署名偽造事件
詳細は「愛知県知事リコール署名偽造事件」を参照。
2020年9月25日、「愛知100万人リコールの会」はKKRホテル名古屋で記者会見を開催。代表の高須克弥のほか、河村たかし、百田尚樹、デヴィが出席。会見後、高須、百田、デヴィは名古屋駅前に移動し、大村のリコールを訴えた。
街頭演説では、「もし大村知事がリコールされなかったら、私はもう名古屋に来ません」と訴えた百田に続いて、デヴィは「私も来ません」と発言した。
不正署名が発覚し、リコール活動団体事務局長が逮捕された後、デヴィは「コメントを控える」と述べた。
名古屋には来ないと言っていたデヴィは、その後、定期的に名古屋を訪れている。

### 不妊の患者に対する中傷
関西テレビで2020年10月24日に放送されたバラエティ番組「胸いっぱいサミット！」で、「皆さんね、知らないけれど、不妊になるのはあの堕胎が原因です。掻爬といって子宮の中をかくわけですよ。だから先生によっては、もう傷をつけちゃう、子宮内に。そうすると絶対に着床しない。私は絶対正しいです」「前に付き合っていた男の人とそういうことにあって、堕胎しましたということを言えないじゃないですか、女性は。隠してますよ。全員が」「ほとんどの原因、9割9分は堕胎です」と、医学的事実とは異なる独自の見解を述べた。番組アナが「先ほどのことなんですけれども、では、私から申し上げます。先ほど不妊治療の保険適応拡大の話題について、事実と異なる発言がございました。不快に思わせた方々にお詫び申し上げます。申し訳ありませんでした」と謝罪をしても、デヴィ・スカルノは「事実とは異ならないです」と強く反論した。番組の放送後には、不妊症の患者とみられる人たちから、デヴィの発言にツイッター上などで非難が相次ぎ、医師からも、不妊の一番の理由は中絶だとする主張は事実と違うと指摘が出た。2020年10月27日のツイートでも、「私の知る限り不妊の多くは堕胎の経験者」「結婚後、昔お付き合いしていた人の子を医者や夫に中絶したと正直に言える女性は皆無でしょう」と不妊の患者に対する中傷を繰り返した。
デヴィは同年10月28日、ブログで「私の発言によって、不妊治療に当たっている方々、中絶せざるをえなかった方々等を心ならずも傷つけてしまったり、不快な思いをさせてしまったことは残念であり大変申し訳なく思っております」「言葉と表現が足りず、一方的な発言が先行した結果こうした事態を招いたこととなり、深く反省しております」とつづった。

### コロナ禍での年越しパーティー開催
2020年12月31日、新型コロナウイルス感染者が急増する中、デヴィは都内ホテルで約90人が参加する年越しパーティーを開いたことをインスタグラムに投稿した。SNS上では「マスクをしている人がほとんどいない」などの批判も上がっていた。
デヴィは2021年1月10日に放送されたサンデージャポンで、「私はこういう時期だからこそ、勇気を持って開催した」「開催によってホテルの人も飲食の業者も助かる。オーケストラ20名やオペラ歌手も助かっている」「こういうパーティーに来ることでパワー、元気をもらえる」「私たちのような人間がこうしてお金を使わないと、経済が破綻する。自粛自粛ですべてを止めてしまったら経済が破綻してしまう」と述べた。
これに対し、杉村太蔵が「かえってこういうパーティーをやることによって、感染拡大がいつまでも止まらなくて…」と反論しようとすると、デヴィは「10日前にやったが誰も感染していない。これまでチャリティーを5回やったが誰も感染していない」と断言し、杉村が「誰も感染してない、じゃあ結果的にいいじゃないかという議論は今成り立たないんじゃないでしょうか」と指摘すると、デヴィは「感染する人たちは若い方たちが多い。（パーティー参加者とは）層が違うと思う」と述べた。また、杉村が「意識してステイホームしようとしている人から見ると、ああいうパーティーはイラッとくる」と語ると、デヴィは「あなた、私に対してのジェラシーですね」と述べた。

### クマに対する「可哀想」発言
2023年10月27日、デヴィは自身のブログやインスタグラムに「アメリカではクマを麻酔銃で捕獲し、沢山の果物などの食べ物を付けて山に帰してあげます。日本では銃殺してしまう。可哀想です。日本もアメリカに習うべきではないでしょうか。」と投稿した。2023年度には、この日までに18の道府県で少なくとも172人がクマに襲われてケガをしており、59人の被害者を出した秋田県の佐竹敬久知事は10月23日、「人命最優先」の熊対策を行うと表明していた。デヴィのコメントには賛同する声も少なくないが、実際に被害に遭っている地域ではまさに死活問題になっているだけにコメント欄には反論が相次ぎ、一部ネット民からも「キレイ事をいうな!」と非難が殺到した。

### 事務所従業員への暴行容疑による書類送検
2025年4月16日、デヴィは、自身の事務所で働いていた女性従業員に対しグラスなどを投げつけたとして、警視庁から暴行容疑で書類送検された。この事件は、同年2月に東京都内で行われた送別会の席で発生し、女性従業員と口論となった際にグラスを投げつけた疑いが持たれている。デヴィは容疑を否認している。
この書類送検は、デヴィが代表を務めていた政治団体「12（ワンニャン）平和党」が、夏の参議院選挙への候補者擁立を断念し、2025年4月25日に解散を発表した要因の一つとみられている。

## 出演

### テレビ

#### レギュラー
- アイ・アイゲーム（フジテレビ）
- 快傑熟女!心配ご無用（TBS）
- 嵐を呼ぶあぶない熟女（TBS）特番
- 愛する二人別れる二人（フジテレビ）
- 壮絶バトル!花の芸能界（日本テレビ）
- うわっ!ダマされた大賞（2010年 - 、日本テレビ）特番 ※レギュラー仕掛け人
- 胸いっぱいサミット!（関西テレビ）
- 土曜はナニする!?（関西テレビ）
- クイズ!THE違和感（TBS）

#### 準レギュラー及び不定期出演
- 愛のエプロン（テレビ朝日）
- ロンドンハーツ（テレビ朝日）
- ペケ×ポン（フジテレビ）
- 今夜はナゾトレ（フジテレビ）
- 〜謎解き冒険バラエティ〜世界の果てまでイッテQ!（日本テレビ）
- ネプリーグ（フジテレビ）
- オールスター感謝祭（TBS）
- 好きか嫌いか言う時間（TBS）
- 東大王（TBS）
- 世界の日本人妻は見た!（毎日放送）
- バイキング（2015年4月1日 - 2016年3月30日、フジテレビ） - 水曜日準レギュラー
- 超問クイズ! 真実か?ウソか?（日本テレビ）

#### ドラマ
- 独身貴族（フジテレビ） - 星野亜希子 役
- 刑事バレリーノ（日本テレビ） - 夫人 役
- 四月一日さん家の（テレビ東京）
- 警視庁捜査一課長season6 第3話・第6話（2022年4月28日・5月19日、テレビ朝日） - 財前裕美 役[73]
- 相続探偵 第1話（2025年1月25日、日本テレビ） - デヴィ・スカルノ（本人） 役[74]

#### テレビアニメ
- アイドルタイムプリパラ（テレビ東京） - 大神田プロリア 役

### インターネットテレビ
レギュラー
- 夫人のお部屋（OPENREC.tv）
  - 帰ってきた夫人のお部屋（OPENREC.tv）

ドラマ
- 株式会社グレーゾーン・エージェンシー（YouTube Originals） - デヴィ夫人（本人） 役

### CM
- 金鳥
- LINEゲットリッチ
- ソフトバンク
- コロプラ『白猫プロジェクト』「たった1000万円」篇
- ロコンド
- はぴねすくらぶ「薬用育毛剤 柑気楼」（2021年 - ）
- エランコジャパン株式会社
- UHA味覚糖「UHAグミサプリ」（2023年4月  - ）[75]
- Y!mobile

### 劇場アニメ
- プリパラ み〜んなのあこがれ♪レッツゴー☆プリパリ（2016年3月12日公開、エイベックス・ピクチャーズ） - 大神田プロリア 役[76]

### 映画
- コンフィデンスマンJP -プリンセス編-（2020年7月23日公開、東宝） - 元某国大統領夫人 役[77]
- 親のお金は誰のもの 法定相続人（2023年10月6日公開、イオンエンターテイメント / ギグリーボックス） - 大富豪 役[78]

### バラエティー
- 有頂天レストラン（2021年5月23日 -、YouTube） - 審査員
- ワルイコあつまれ（2022年5月21日、NHK Eテレ） - 「慎吾ママの部屋」スカルノ大統領夫人時代の本人役[79]

## 著書
- パリからの手紙―世界に生きる女の華麗な視線（祥伝社ノン・ブック　1974年）
- 『デヴィ・スカルノ自伝』文藝春秋、1978年2月15日。
- Madame-D  Syuga 秀雅 デヴィ夫人写真集（スコラ　1993年、藤井秀樹撮影）
- 愛をつなぐ（冬青社　1999年）
- デヴィの「ちょっと一言よろしいかしら？」（冬青社　2000年）
- デヴィの「ここまで言ってよろしいかしら」（あ・うん　2000年）
- デヴィ夫人のスラスラ英会話（主婦と生活社　2002年）
- 社交界への誘い（リヨン社/二見書房　2003年）
- デヴィ・スカルノ回想記―栄光、無念、悔恨（草思社　2010年）
- 言い過ぎて、ごめんあそばせ（KADOKAWA　2014年）
- 選ばれる女におなりなさい デヴィ夫人の婚活論（講談社　2019年）
- 選ばれる女がやっていること――デヴィ夫人のマナー論（Clover出版　2023年）

## 写真集
- 藤井秀樹 撮影『デヴィ夫人 : Madame-D秀雅』スコラ、1993年11月10日。